# Liste de l'observatoire mondial des monuments (2016)
Pour les articles homonymes, voir Liste de l'observatoire mondial des monuments.
Cet article recense les sites concernés par l'observatoire mondial des monuments en 2016.

## Généralités
L'observatoire mondial des monuments (World Monuments Watch en anglais) est le programme principal du Fonds mondial pour les monuments (World Monuments Fund), une organisation non gouvernementale à but non lucratif basée à New York, aux États-Unis. Cet observatoire a pour but d'identifier et de préserver les biens culturels importants en danger.
La liste 2016 est publiée le 15 octobre 2015. Elle comprend 49 sites répartis dans 36 pays : Afrique du Sud, Albanie, Belgique, Brésil, Cambodge, Chili (2 sites), Corée du Sud, Cuba (3 sites), Égypte, Équateur, Espagne (2 sites), États-Unis (2 sites), Grèce, Inde, Irak, Italie (2 sites), Japon, Jordanie, Liban (2 sites), Maroc, Maurice, Mexique (2 sites), Népal, Panama, Pérou (2 sites), Philippines, Portugal (2 sites), Roumanie (2 sites), Royaume-Uni (2 sites), Russie (2 sites), Samoa, Sierra Leone, Soudan, Taïwan, Tanzanie et Zimbabwe. Une dernière entrée est dédiée au « Monument inconnu ».

## Liste
| Site                                                           | Lieu                    | Pays           | Photo |
| -------------------------------------------------------------- | ----------------------- | -------------- | ----- |
| Bo-Kaap                                                        | Le Cap                  | Afrique du Sud |       |
| Prison de Spaç                                                 | Spaç                    | Albanie        |       |
| Palais de justice de Bruxelles                                 | Bruxelles               | Belgique       |       |
| Ladeira da Misericórdia                                        | Salvador                | Brésil         |       |
| Complexe sportif national du Cambodge                          | Phnom Penh              | Cambodge       |       |
| Cimetière général de Santiago (en)                             | Santiago                | Chili          |       |
| Géoglyphes de Chug-Chug (en)                                   | Calama et María Elena   | Chili          |       |
| Pavilion Simwonjeong                                           | Dongmyeong-myeon        | Corée du Sud   |       |
| Églises coloniales de Santiago de Cuba                         | Santiago de Cuba        | Cuba           |       |
| Écoles nationales d'art                                        | La Havane               | Cuba           |       |
| Vedado (en)                                                    | La Havane               | Cuba           |       |
| Abusir el-Malek (de)                                           | Al Wasta                | Égypte         |       |
| Église et Couvent de San Francisco (en)                        | Quito                   | Équateur       |       |
| Couvents de Séville                                            | Séville                 | Espagne        |       |
| Fonderie Averly (es)                                           | Saragosse               | Espagne        |       |
| Mission San Xavier del Bac                                     | Tucson                  | États-Unis     |       |
| Mission San Esteban del Rey (en)                               | Pueblo Acoma            | États-Unis     |       |
| Pavlopetri                                                     | Elafónisos              | Grèce          |       |
| Temples et forts rupestres de Gon-Nila-Phuk                    | Suspol (en)             | Inde           |       |
| Amedi                                                          | Amedi                   | Irak           |       |
| Arc de Janus                                                   | Rome                    | Italie         |       |
| Camps de concentration de la Seconde Guerre mondiale en Italie |                         | Italie         |       |
| Architecture du début du XXe siècle de Tsukiji                 | Tokyo                   | Japon          |       |
| Pétra                                                          | Wadi Moussa             | Jordanie       |       |
| Dalieh de Raouché                                              | Beyrouth                | Liban          |       |
| Palais Heneine                                                 | Beyrouth                | Liban          |       |
| Figuig                                                         | Figuig                  | Maroc          |       |
| Architecture traditionnelle de l'île Maurice                   |                         | Maurice        |       |
| Collège San Ildefonso                                          | Mexico                  | Mexique        |       |
| Parc de Chapultepec                                            | Mexico                  | Mexique        |       |
| Sites du patrimoine culturel au Népal                          |                         | Népal          |       |
| Fortifications de Portobelo (en)                               | Portobelo               | Panama         |       |
| Ermita de Barranco                                             | Lima                    | Pérou          |       |
| Rumiqolqa                                                      | Andahuaylillas          | Pérou          |       |
| Maison Boix (en)                                               | Manille                 | Philippines    |       |
| Aqueduc de l'Agua de Prata                                     | Évora                   | Portugal       |       |
| Église São Cristóvão (pt)                                      | Lisbonne                | Portugal       |       |
| Bucarest                                                       | Bucarest                | Roumanie       |       |
| Paysage minier de Roșia Montană                                | Roșia Montană           | Roumanie       |       |
| Bains de Moseley Road (en)                                     | Birmingham              | Royaume-Uni    |       |
| Wentworth Woodhouse                                            | Yorkshire du Sud        | Royaume-Uni    |       |
| Tour Choukhov                                                  | Moscou                  | Russie         |       |
| Centre historique de Vyborg                                    | Vyborg                  | Russie         |       |
| Ancien palais de justice d'Apia                                | Apia                    | Samoa          |       |
| Île de Bunce                                                   | Rivière de Sierra Leone | Sierra Leone   |       |
| Site rupestres de Geddi-Sabu                                   | Vallée du Nil           | Soudan         |       |
| Kucapungane (en)                                               | Wutai (en)              | Taïwan         |       |
| Ruines de Kua                                                  | Île de Juani            | Tanzanie       |       |
| Grand Zimbabwe                                                 | Masvingo                | Zimbabwe       |       |